# Pazo de Gallegos
El Pazo de Gallegos o pazo de Galegos, también conocido como Pazo de las Monjas, es una casa señorial localizada en el lugar del Pazo, en la parroquia de Gallegos (Frades).

## Historia
Los primeros propietarios conocidos se sitúan en 1664. Los escudos recogen a los Montenegro, Mosquera, Andrade, Bermúdez, Ribera, Salado y Gayoso. En la fachada se conserva un blasón que alude a los Novoa, Luaces y Enríquez. Entre sus dueños figuró Emilio Folla Jean, que en junio de 1914 se lo cedió a Maximiliano Linares Rivas, alcalde de Ferrol y La Coruña. Linares Rivas se lo dejó a su hija Rosario Linares-Rivas Amil-España. Esta se lo otorgó en julio de 1966 a las monjas del Instituto de Hermanas de Santa Dorotea, que lo regentan en la actualidad. Fueron las hermanas las que construyeron la capilla y dirigieron una escuela para la zona en la década de 1960.
El pazo fue visitado en 1690 por la reina Mariana de Neoburgo, esposa de Carlos II, según puede leerse en la inscripción del dintel del portón de entrada: "El 15 de abril de 1690 durmió en esta casa la Reina Nuestra Señora Doña Mariana de Neoburgo, mujer del rey Nuestro Señor don Carlos II, viniendo de La Coruña en Romería a Nuestro Santo Apóstol Santiago".

## Características
La vivienda tiene planta rectangular con una capilla añadida en 1950, que otorga al conjunto la planta en forma de L.